# Nikos Xylouris
Nikos Xylouris, auch Nikos Xilouris (griechisch Νίκος Ξυλούρης, * 7. Juli 1936 in Anogia auf Kreta; † 8. Februar 1980 in Piräus) war ein griechischer Sänger und Komponist. Er war ein Repräsentant der demokratischen Bewegung, die 1974 das Regiment der Obristen, die 1967 an die Macht geputschte Junta unter Giorgios Papadopoulos, stürzte.
Seine Brüder Andonis Xylouris, genannt Psarandonis, und Yannis sind ebenfalls bekannte kretische Volksmusiker.

## Werdegang
Xylouris erwarb seine erste Lyra im Alter von zwölf Jahren, zeigte großes Talent und trat schon bald auf lokalen Festen und Hochzeiten auf. Xylouris war 17 Jahre alt, als er in einer Musikgaststätte in Iraklio mit Namen Kastro zu spielen begann. Da er sich jedoch gegen den herrschenden Trend zur europäischen Musik der traditionellen Volksmusik verschrieben hatte, blieben seine Erfolge anfangs gering und die Einnahmen reichten kaum zum Leben. Am 21. Mai 1958 heiratete er Urania Melambianaki, Tochter einer begüterten Familie von Iraklio. 1960 kam ein Sohn zur Welt, 1966 eine Tochter.
1958 gelang es ihm, seine erste Platte («Μια μαυροφόρα που περνά») zu veröffentlichen und er wurde allmählich bekannter. 1966 trat er beim Sanremo-Festival mit einem auf der Lyra gespielten Syrtaki an und gewann dort den ersten Preis in der Sparte Volksmusik. Im folgenden Jahr eröffnete er seine eigene Musiktaverne «Κέντρο Ερωτόκριτος» in Iraklion. Seine Plattenaufnahme von Anyfantou wurde 1969 ein großer Erfolg. Xylouris gab bald darauf Konzerte in der Konaki-Volksmusikhalle in Athen, das sein neuer Wohnsitz wurde. Dort lernte er den Dichter und Liederschreiber Errikos Thalassinos und den aus Ierapetra stammenden Komponisten und Sänger Giannis Markopoulos kennen. Mit den Platten Chroniko und Risitika begann eine erfolgreiche Zusammenarbeit, die ihn in ganz Griechenland und darüber hinaus bekannt machte.
Am 17. November 1973 trat er während der Revolte der Studenten im Polytechnikum von Athen auf. Die Hochschule war von Panzern der Junta umstellt, als Xylouris seine Lyra ergriff und das alte kretische Freiheitslied Pote tha kani Xasteria sang, das schon seine Vorfahren als Hymne des kretischen Befreiungskampfes gegen die Osmanen anstimmten. Seitdem umgab den Volkskünstler Xylouris auch die Aura eines Volkshelden. Zusammen mit anderen Ereignissen war die Studentenrevolte 1973 einer der Ausgangspunkte für den Niedergang der griechischen Militärdiktatur 1974.
1975 vertonte er zusammen mit anderen Musikern Gedichte des weltbekannten griechischen Lyrikers und Kommunisten Giannis Ritsos.
Xylouris starb 1980 in Piräus an Krebs. Ihm zum Gedenken findet alljährlich in der ersten Juliwoche ein großes Volksmusikfestival in seinem Geburtsort statt.

## Diskografie

### Alben (Auswahl)
- To Chroniko tou Nikou Xylouri 1962–1965
- 1971: Giannis Markopoulos/Nikos Xylouris: Rizitika
- 1971: Giannis Markopoulos: Chroniko. N. Xylouris, Maria Dimitriadi
- 1972: Giannis Markopoulos: Ithagenia. N. Xylouris, Memi Spyratou
- 1973: Giannis Markopoulos: Giorgos Seferis. N.Xylouris, M. Spitatou, L. Chalkias
- 1974: Syllogi
- 1975: Ta pou thymoume tragoudo
- 1975: Christos Leontis: Kapnismeno Tsoukali. Giannis Ritsos, N. Xylouris, Tania Tsanaklidou, Vassilis Barnis
- 1975: Christos Leontis: Parastasis. Manolis Mitsias, Tania Tsanaklidou, Giorgos Meratzas, Nikos Xylouris
- 1975: Giannis Markopoulos: Anexartita. N. Xylouris, L. Chalkias, Lizetta Nikolaou, Vicky Moschouliou
- 1976: Christodoulos Chalaris: Erotokritos. Nikos Xylouris, Tania Tsanaklidou
- 1977: Giannis Markopoulos: Dionisios Solomos. Eleftheri Poliorkimeni. Irene Papas, N. Xylouris, L. Chalkias, I. Klonaridis
- 1977: Ta Erotika
- 1978: 14 Chrisses Epitichies
- 1978: Ta Xyloureika
- 1982: Nikos Xylouris
- 1987: Afieroma stin Kriti
- 1995: I Kriti kai ta Tragoudia tis
- 2000: Palikari ap’ta palia
- 2003: 23 Megales Epitichies
- 2004: Itane mia fora
- 2007: Chrissi Diskotiki I
- 2008: Chrissi Diskotiki II

### Singles (Auswahl)
- 1974: Itane Mia Fora
- 1974: Erotokritos
- 1974: Gia Sou Hara Sou Venetia
- 1978: I Balada Tou Kir Mediou